# Pioneer-Venus 1
Pioneer – Venus 1, též uváděna jako Pioneer 12 či Pioneer Venus Orbiter, je bezpilotní sonda z roku 1978 organizace NASA z USA určená k průzkumu planety Venuše. Celý projekt programu Pioneer připravila Jet Propulsion Laboratory (JPL) v Pasadeně u Los Angeles. Označení dle katalogu COSPAR dostala 1978-051A.

## Program
Ze sondy udělat třetí umělou družici planety Venuše (první z USA s mnohaletým zpožděním vůči SSSR) s cílem získat snímky planety a přinést řadu dalších vědeckých poznatků.

## Konstrukce sondy
Tato sonda oproti předchozím sondám Pioneer 1-9 byla jiného typu a také od jiného výrobce.
Vyrobila ji firma Hughes Aircraft Co. Hmotnost při startu měla 580 kg, v závěru mise prázdná 517 kg. Měla tvar nízkého válce o průměru 2,5 m a výšce 1,2 m. V jeho horní části byla umístěna plošina nesoucí přístroje umožňující vědecké experimenty.
Potřebné změny dráhy a natočení byly prováděny pomocí soustavy trysek, pohonnou látkou byl hydrazin, uskladněný ve dvou nádržkách. Sonda byla vybavena svým motorkem s tahem 18 kN. Plášť sondy byl pokryt řadou slunečních článků, schopných dodávat až 316 W pro chod aparatur.

## Průběh letu

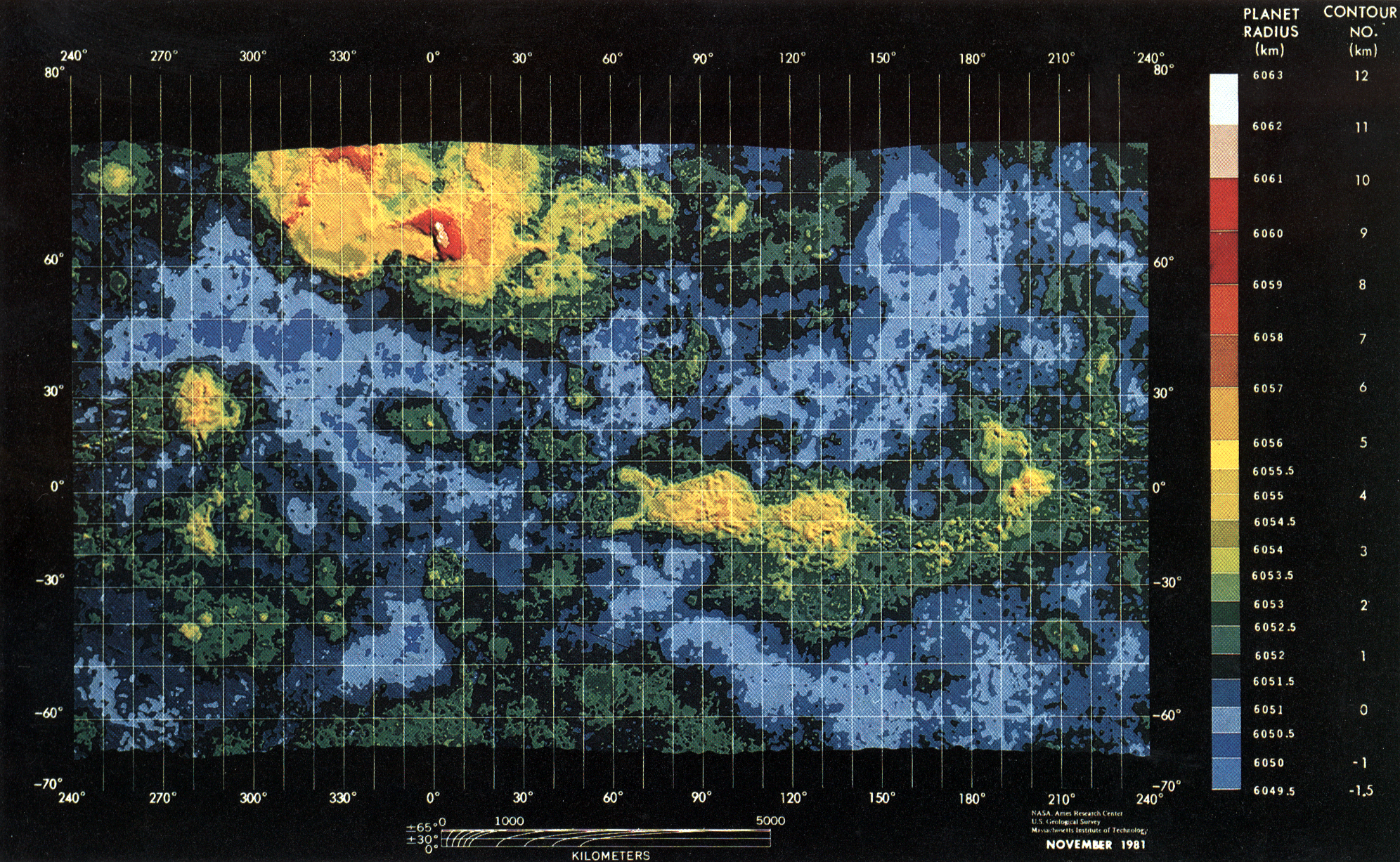
Mapa Venuše pořízená sondou

Po startu s raketou Atlas – Centaur D-1AR (SLV-3D) 20. května 1978 z kosmodromu Eastern Test Range na Floridě se dostala na meziplanetární dráhu. Po ní absolvovala polovinu oběhu kolem Slunce. První korekce dráhy byla provedena z řídícího střediska 1. června 1978. O půl roku později 4. prosince se přiblížila k Venuši, načež byla raketovým motorem přibrzděna a tím se dostala na její oběžnou dráhu. O dva dny později 6. prosince 1978 byly provedeny další korekce dráhy a tím se dostala na měnící se orbitu nad povrchem s periodou 24 hodin. Odtud pak byla zahájena měření a snímkování povrchu i oblačnosti planety. V roce 1980 se vyčerpaly zásoby stabilizačního plynu, ovšem v té době se již podařilo i přes řadu drobných závad přístrojů vyslat k Zemi 100 ultrafialových snímků mraků a fotografie 93 % povrchu planety. I poté vysílala řadu údajů o nabitých částicích a její let umožňoval studovat gravitační pole planety. Pomocí spektrometru OUVS sledovala řadu komet.

## Závěr mise
V roce 1992 byly poslední zbytky paliva použity k udržení dráhy, 8. října téhož roku však družice v atmosféře planety zanikla. Celá mise byla úspěšná.